# نیکلاس کوزین
نیکلاس کوزین (انگلیسی: Nicolas Cousin؛ زادهٔ ۱۱ ژوئیهٔ ۱۹۸۵) بازیکن فوتبال اهل فرانسه است.
از باشگاه‌هایی که در آن بازی کرده‌است می‌توان به باشگاه فوتبال آنژه و باشگاه فوتبال پاری سن ژرمن اشاره کرد.